# Hybanthera
Hybanthera là chi thực vật có hoa trong họ Apocynaceae.